# Tiberiu Dolniceanu
Tiberiu Dolniceanu (n. 3 aprilie 1988, Iași, România) este un fost scrimer român specializat pe sabie. A cucerit trei medalii de bronz la Campionatul Mondial (în 2013, 2014 și 2015) iar o medalie de argint la Jocurile Europene din 2015. A fost campion european în 2013. Cu echipa României, a fost vicecampion olimpic la Londra 2012 și campion mondial în 2009.

## Carieră

### Junior
Dolniceanu a început să practice scrima la vârsta de 13 ani cu antrenorul Iulian Bițucă la CSM Iași. Părintii săi  muncind în Italia, s-a investit mult în antrenament. A urcat pe podium pentru prima dată la Cupa Mondială de juniori de la Budapesta în 2006. În același an a fost laureat cu argint la Campionatul Mondial de juniori de la Poznań, după ce a fost învins de viitorul campion olimpic, ungurul Áron Szilágyi. A luat o medalie de bronz la Campionatul European de juniori din 2007 de la Praha și la începutul anului 2008 a urcat pe locul unu în clasamentul mondial la juniori.

### 2008–2012
Nu a progresat la fel de repede la seniori, dar a fost selecționat în lotul național. Împreună cu Florin Zalomir, Cosmin Hănceanu și Rareș Dumitrescu, a creat o surpriză la Campionatul Mondial din 2009 de la Antalya, trecând în finală de favorita concursului, echipa Italiei, și aducând României primul titlul mondial la sabie pe echipe. Pentru medalia lor Dolniceanu și colegii lui de lot au primit Ordinul „Meritul Sportiv” clasa a II-a. Aceeași echipă a urcat din nou pe podium la Campionatul Mondial din 2010 de la Paris: a fost învinsă de Rusia în semifinală, dar a dispus de Belarusia în finala mică și a luat medalia de bronz.
În anul 2011 Dolniceanu s-a transfer la CS Dinamo București, unde este pregătit de Mihai Covaliu încă în prezent. A participat la Jocurile Olimpice din 2012 de la Londra, dar a fost învins în tabloul de 32 de americanul Daryl Homer. La proba pe echipe, România, favorita numărul 6, a dispus de China cu scorul 45–30 și a întâlnit Rusia în semifinală. Dolniceanu a luat avantajul cu scorul 20-17, dar o coliziune cu rusul Nikolai Kovaliov și-a reactivat o entorsă la glezna dreaptă suferită o lună înainte la Campionatul European la Legnano. Și-a smuls încă unghia la mâna armată, și a avut nevoie de tratament medical pe pistă. România s-a calificat pentru finala olimpică cu scorul 45–43. Echipa națională a fost zdrobită de Coreea de Sud cu scorul 26–45, Dolniceanu fiind singurul român care câștiga un releu, și s-a mulțumit cu argintul.

### După Jocurile Olimpice de la Londra

#### 2012-2013

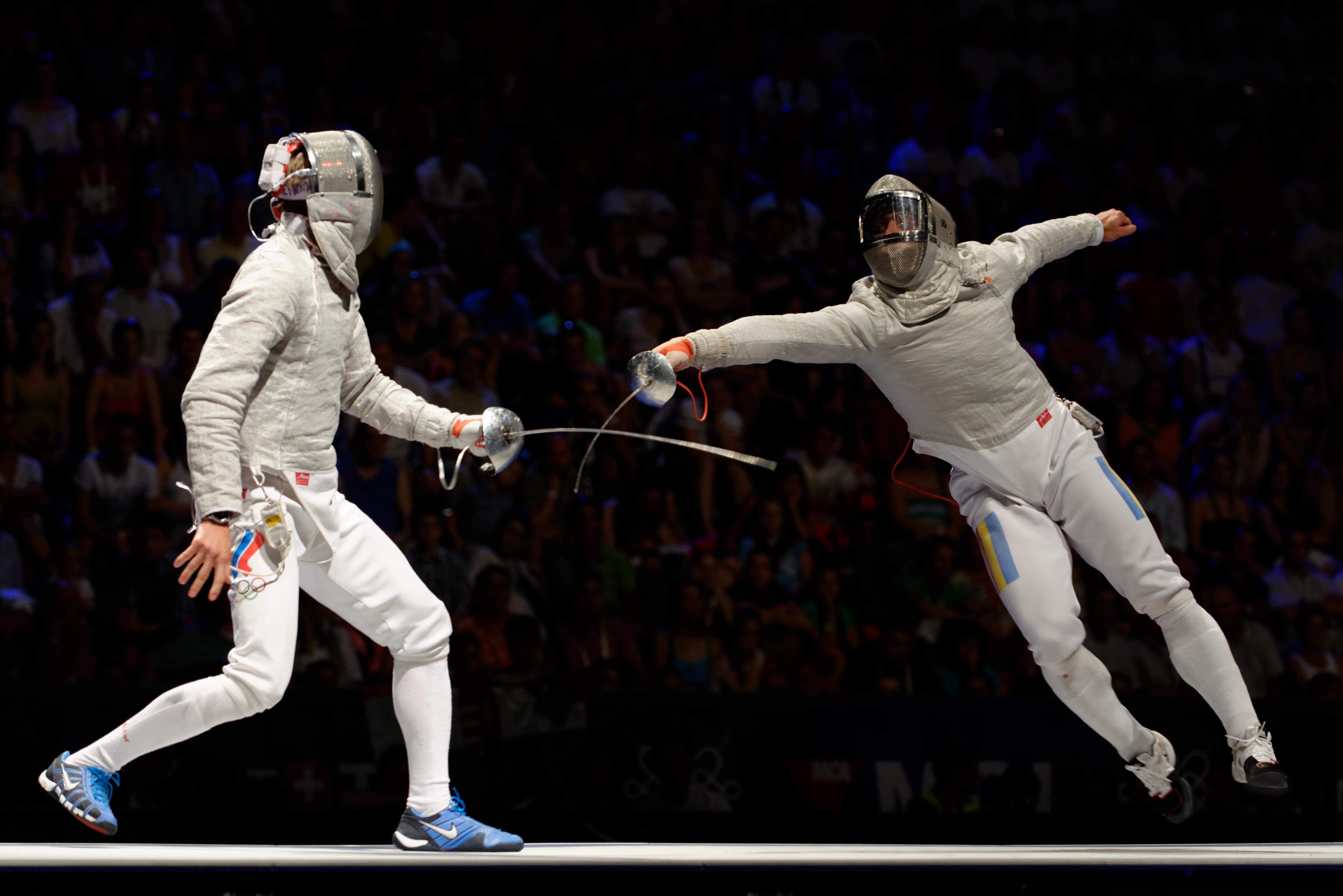
Dolniceanu (la dreapta) cu Reșetnikov la Campionatul Mondial din 2013

După Jocurile Olimpice de la Londra trei din cei patru membri echipei vicecampioană olimpice s-au retras. Dolniceanu a devenit căpitanul echipei remaniate, cu Alin Badea și Ciprian Gălățanu ca membri titulari și Iulian Teodosiu și Mădălin Bucur ca rezerve.
Dolniceanu a deschis sezonul 2012–2013 cu o medalie de argint la Grand Prix-ul de la Plovdiv. La Campionatul European de la Zagreb l-a bătut pe triplu campion european, rusul Aleksei Iakimenko, și și-a păstrat medalia de aur. La proba pe echipe, România a trecut de Georgia în sferturile de finală, dar a pierdut în semifinală cu Italia, Dolniceanu fiind accidentat în meci. Nu a putut să participe la „finala mică” cu Ucraina. Lipsind căpitanul ei, echipa României a fost învinsă cu scorul 45–36 și a încheiat concursul pe locul patru. La Campionatul Mondial de la Budapesta Dolniceanu a ajuns în semifinală după ce s-a impus ușor în fața lui Enrico Berrè din Italia. Fiind învins de rusul Veniamin Reșetnikov, s-a luat cu bronzul prima medalie mondială la individual. La proba pe echipe, echipa României a trecut ușor de Australia, apoi a bătut Polonia, Ungaria și Belarusia. A fost învinsă în finală de Rusia și a luat medalia de argint. În septembrie, a cucerit medalia de argint la World Combat Games din 2013 de la Sankt Petersburg după ce a fost înfrânt de coreeanul Gu Bon-gil. Dolniceanu a terminat sezonul pe locul trei în clasamentul mondial. Datorită rezultatelor acesta a fost desemnat cel mai bun sportiv al anului de Asociația Presei Sportive din România și ca cel mai bun scrimer al anului de Federația Română de Scrimă.

#### 2013–2014

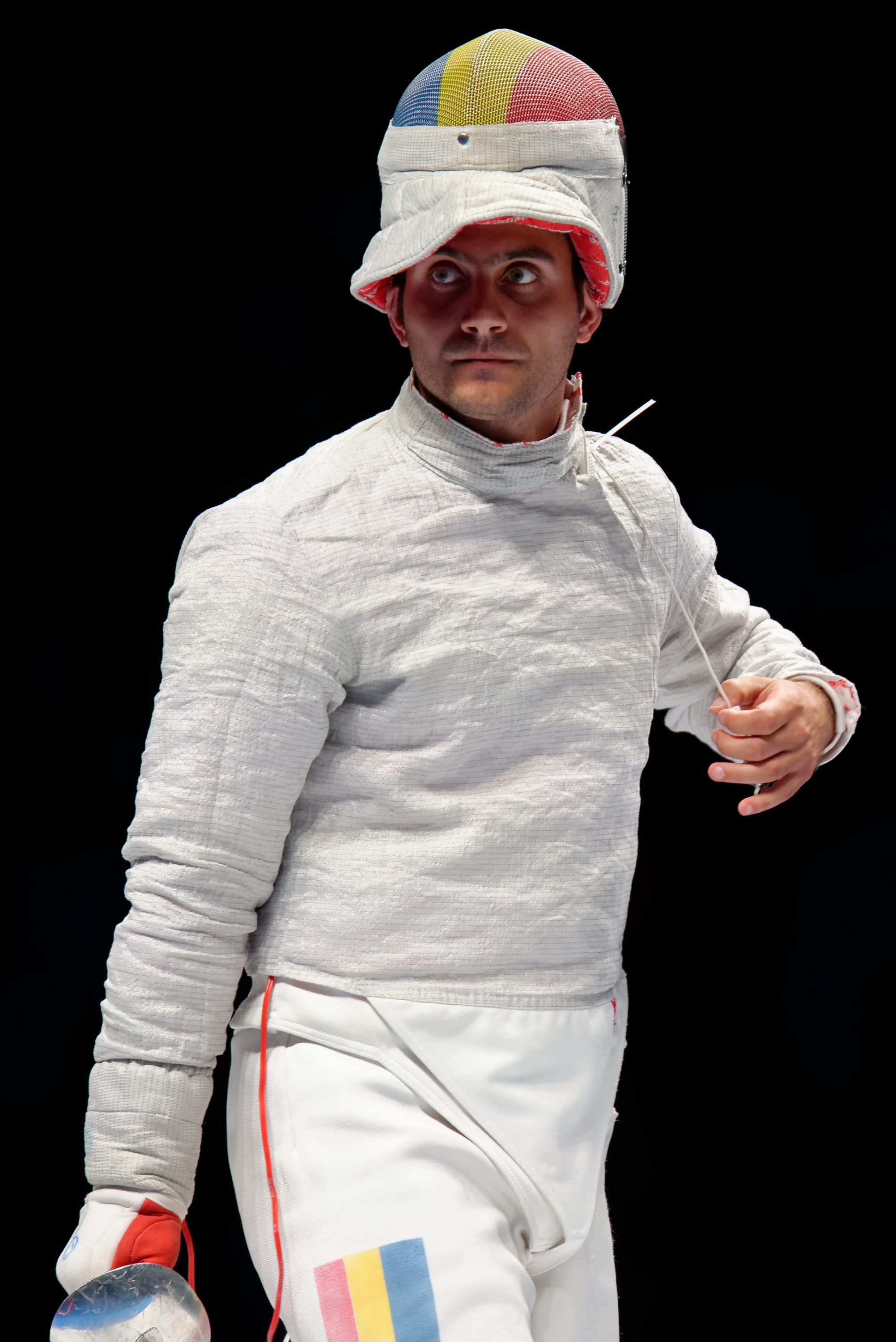
La Campionatul Mondial din 2015 de la Moscova

În sezonul 2013–2014 Dolniceanu a cucerit o medalie de bronz la prima etapă de Cupa Mondială de la Madrid și s-a urcat pentru prima dată pe locul unu în clasamentul mondial. A câștigat la Moscova prima Cupă Mondială din carieră sa după ce a trecut în finala de coreeanul Kim Jung-hwan. În martie a cucerit Cupa Campionilor Europeni cu CS Dinamo după ce au bătut clubul maghiar Vasas SC, dar în finala a fost accidentat la tendonul de la piciorul drept. A suferit o nouă leziune, de data astă la glezna stângă, la etapa de Cupă Mondială de la Plodviv, unde a încheiat pe locul trei. La Campionatul European la Strasbourg s-a oprit în al doilea tur în fața francezului Nicolas Rousset. La proba pe echipe, România a fost înfrântă de Belarusia în sferturile de finală și s-a clasat pe locul cinci după meciurile de clasament.
La Campionatul Mondial la Kazan Dolniceanu a ajuns în semifinală, unde a fost învins de rusul Nikolai Kovaliov, pe care îl învinsese în aceeași fază la Campionatul European de la Zagreb, și a luat al doilea bronz consecutiv. La proba pe echipe, România a întâlnit Coreea de Sud în sferturile de finală. După un început promițător pentru România, Dolniceanu a avut un releu foarte slab în fața lui Kim Jung-hwan. Romanii nu au reușit să recâștige avantajul și au fost înfruntați 41–45. Au încheiat concursul pe locul șapte după meciurile de clasament. Antrenorul Mihai Covaliu a declarat apoi că „se întâmplă însă și astfel de blocaje la marii trăgători. Sper ca Tibi să învețe din asta.” Dolniceanu a încheiat sezonul pe locul cinci în clasamentul mondial. Datorită bronzului mondial a fost desemnat de Federația Română de Scrimă cel mai bun scrimer al anului pentru a doua dată consecutiv.

#### 2014–2015
Începutul sezonului 2014-2015 s-a dovedit greu la individual. A fost mai fericit pe echipe, aducând României tușa decisivă în finala cu Italia la Cupa Mondială de la Budapest și conducând CS Dinamo la o medalie de argint la Cupa Europei. Și-a redobândit succesul la individual în Februarie 2015 cu un al doilea loc la Grand Prix-ul de la Varșovia, apoi un al treilea loc la Madrid în luni mai. Câteva săptămâni mai târziu a câștigat pentru a doua oară la rând Grand Prix-ul de la Moscova după ce l-a învins pe germanul Matyas Szabo în finală. Prin urmare a urcat pe locul trei în clasamentul mondial.
În luna iunie a ajuns în finală la Jocurile Europene din 2015, după ce a trecut de italianul Luigi Miracco, dar a fost învins în finală de ucraineanul Andrii Iahodka și s-a mulțumit de argint. La Campionatul Mondial din 2014 la Moscova s-a oprit în semifinală, fiind învins la limită de Daryl Homer. Astfel a cucerit medalia de bronz pentru al treilea an la rând.

#### 2015–2016
A deschis sezonul 2015–2016 cu o medalia de argint la etapa de Cupa Mondială de la Tbilisi, pierzând în finala cu proaspăt campion mondial Aleksei Iakimenko. A continuat cu o medalia de bronz la Grand Prix-ul de la Boston, fiind învins în semifinală de italianul Aldo Montano. S-a calificat la Jocurile Olimpice din 2016 ca nr.2 clasamentului oficial ajustat. La Campionatul Mondial din 2016, organizat pentru probele pe echipe care nu vor fi prezente pe programul olimpic (floretă feminin și sabie masculin), a jucat un rol decisiv în victoria romanească în sfertul de finală cu Italia, campioana mondială en titre: când a intrat în ultimul, releu România era condusă cu 35–40. L-a bătut pe Luigi Samele cu scorul de 10–3, propulsând echipa în semifinală. În turul următor România a fost învinsă de Rusia, scorul fiind 24-45, dar în „finala mică” s-a impus împotrivă Iran, surpriza competiției, și a fost laureată cu bronz.
La Rio a trecut succesiv de chinezul Sun Wei și de belgianul Seppe Van Holsbeke, apoi l-a întâlnit în sferturile de finală pe campionul olimpic en titre, maghiarul Áron Szilágyi. După ce acesta a condus în prima perioadă, Dolniceanu a reușit o revenire. La 10–10 arbitrul i-a dat maghiarului o tușă, pe care românul a contestat-o. A cerut reluarea video, dar această nu era disponibilă și decizia a rămas neschimbată. Dolniceanu a cedat nervos și a fost învins cu scorul 10–15, clasându-se pe locul 5.

## Palmares

### Jocuri olimpice
- 2012 – 21 la individual,  argint pe echipe

### Campionatele Mondiale
Seniori:
- 2009 –  aur pe echipe
- 2010 –  bronz pe echipe
- 2013 –  bronz la individual,  argint pe echipe
- 2014 –  bronz la individual
- 2015 –  bronz la individual
- 2016 –  bronz pe echipe

### Campionatele Europene
Juniori:
- 2006 –  argint la individual
- 2007 –  bronz la individual

Seniori:
- 2012 –  argint pe echipe
- 2013 –  aur la individual

### Cupa Mondială
- 2012-2013 –  argint la Plovdiv
- 2013-2014 –  aur la Moscova,  bronz la Madrid și la Plovdiv
- 2014-2015 –  aur la Moscova,  argint la Varșovia,  bronz la Madrid
- 2015-2016 –  argint la Tbilisi,  bronz la Boston

| An  | 2005 | 2006 | 2007 | 2008 | 2009 | 2010 | 2011 | 2012 | 2013 | 2014 | 2015 | 2016 |
| --- | ---- | ---- | ---- | ---- | ---- | ---- | ---- | ---- | ---- | ---- | ---- | ---- |
| Loc | 203  | 472  | 585  | 535  | 88   | 34   | 32   | 25   | 3    | 5    | 5    | 9    |

## Legăturiexterne
- en  Prezentare Arhivat în 16 ianuarie 2014, la Wayback Machine. la Confederația Europeană de Scrimă
- en  Tiberiu Dolniceanu la Sports-Reference.com (arhivat la 1 aprilie 2020)
- Tiberiu Dolniceanu: Epic Sabre Compilation pe YouTube, o compilare de Sydney Sabre Center